# Pristimantis xylochobates
Espèce
Synonymes
- Eleutherodactylus xylochobates Lynch & Ruíz-Carranza, 1996

Statut de conservation UICN

 CR  : 
En danger critique
Pristimantis xylochobates est une espèce d'amphibiens de la famille des Craugastoridae.

## Répartition
Cette espèce est endémique de la Serranía de los Paraguas en Colombie. Elle se rencontre entre 2 100 et 2 250 m d'altitude à la frontière entre les départements de Chocó et de Valle del Cauca.

## Publication originale
- Lynch & Ruíz-Carranza, 1996 : New sister-species of Eleutherodactylus from the Cordillera Occidental of southwestern Colombia (Amphibia: Salientia: Leptodactylidae). Revista de la Academia Colombiana de Ciencias Exactas Fisicas y Naturales, vol. 20, no 77, p. 347-363.